# Januari 2000
Dit artikel geeft een chronologisch overzicht van alle belangrijke gebeurtenissen per dag in de maand januari van het jaar 2000.

## Gebeurtenissen

### 1 januari
- Loodhoudende benzine wordt in de lidstaten van de Europese Unie officieel verboden.
- De SIS-kaart (sociale identiteitskaart) vervangt de kleefbriefjes voor diensten van apothekers en ziekenhuizen in België.
- Genk, Mortsel, Waregem en Seraing worden steden.
- Zonenummers worden verplicht in België bij elk telefoongesprek in het binnenland.
- Hoewel de 20e eeuw en het tweede millennium na Christus nog een jaar te gaan hebben, vieren miljoenen mensen in de wereld de overgang naar het lange tijd magische jaar 2000. Grote problemen met de millenniumbug blijven uit.

### 2 januari
- André Hazes gaat op Schiphol een medepassagier te lijf. De Noor slaat het zoontje van Hazes in het gezicht, omdat die te druk zou zijn. Hazes gaat door het lint en wordt door de Koninklijke Marechaussee aangehouden.

### 3 januari
- Het laatste Peanuts-stripverhaal wordt gepubliceerd. Tekenaar Charles M. Schulz gaat met pensioen en overlijdt een maand later.

### 10 januari
- Het Amerikaanse internetbedrijf America Online (AOL) en de mediagigant Time Warner kondigen aan dat ze fuseren. Voor de beurswereld is dit de grootste fusie ooit.

### 13 januari
- Voormalig DDR-staatshoofd Egon Krenz, die tot zesenhalf jaar cel werd veroordeeld voor zijn verantwoordelijkheid aan het schietbevel aan de voormalige Duits-Duitse grens, begint aan zijn gevangenisstraf.

### 14 januari
- De Koninklijke Muntschouwburg in Brussel bestaat 300 jaar. Dat wordt gevierd met de tentoonstelling Opera, tastbare emotie.

### 15 januari
- De Izegemse advocaat en volksvertegenwoordiger Geert Bourgeois (48) wordt tot nieuwe voorzitter van de Volksunie verkozen. Hij behaalt 54 procent van de stemmen, tegen 46 procent voor de aftredende voorzitter Patrik Vankrunkelsven.
- De Servische militieleider Željko Ražnatović (47), beter bekend als "Arkan", wordt vermoord in de hal van een hotel waar hij vroeger grootse feesten organiseerde. Arkan, een van de rijkste mannen van Servië, werd in 1997 door het Joegoslavië-tribunaal in Den Haag veroordeeld wegens misdaden tegen de menselijkheid, waaronder etnische zuiveringen in Kroatië, Bosnië en Kosovo.

### 17 januari
- Na twee jaar speculatie fuseren de farmabedrijven Glaxo Wellcome en SmithKline Beecham. De nieuwe firma GlaxoSmithKline is nu de grootste farmagroep ter wereld met 105 000 werknemers en een beurswaarde van 7500 miljard Belgische frank. In België telt de fusiegroep 3400 werknemers.

### 18 januari
- Onder druk van interim-president Vladimir Poetin wordt de gematigde communist Gennadi Seleznjov tot parlementsvoorzitter verkozen.
- Oud-bondskanselier Helmut Kohl neemt ontslag als erevoorzitter van de Duitse CDU. Hij blijft weigeren de namen te noemen van degenen die hem geld hebben gegeven voor zijn geheime rekeningen.
- Zwemmer Ian Thorpe scherpt in Sydney zijn eigen wereldrecord op de 200 meter vrije slag kortebaan (25 meter) aan tot 1.42,54.

### 21 januari
- In Ecuador neemt vicepresident Gustavo Noboa het bewind over van de afgezette president Jamil Mahuad. Daarmee komt een einde aan de korte volksopstand tegen de invoering van de Amerikaanse dollar. Het verzet werd opgezet door de Indiaanse bevolking en een deel van het leger.

### 22 januari
- De Reformatorische Politieke Federatie en het Gereformeerd Politiek Verbond besluiten samen verder te gaan als de ChristenUnie. Senator Kars Veling wordt gepresenteerd als de nieuwe lijsttrekker voor de Kamerverkiezingen in 2002.

### 24 januari
- De Britse platenmaatschappij EMI en het Amerikaanse media- en entertainmentconcern Time Warner gaan fuseren. Zo ontstaat de grootste platenmaatschappij ter wereld met 2000 artiesten waaronder de Spice Girls, de Rolling Stones, Eric Clapton, Madonna en Phil Collins.
- De eerste aflevering van de Vlaamse ziekenhuisserie Spoed

### 25 januari
- Hugo Claus (70) krijgt in Italië voor zijn boek Het verdriet van België in Italiaanse vertaling de prestigieuze prijs Premio Nonino.

### 27 januari
- Gerrit Komrij wordt als eerste dichter des Vaderlands gekozen. Hij staat bekend om zijn virtuoze en kleurrijke taalgebruik.

### 29 januari
- In NRC Handelsblad verschijnt een profetisch essay van Paul Scheffer over "het multiculturele drama". Scheffer ziet het ontstaan van een etnische onderklasse die niet integreert en die op den duur zal radicaliseren.

### 30 januari
- De Franse nuts- en mediagroep Vivendi gaat scheep met de Brits-Amerikaanse mobiele telecomgroep Vodafone.
- Bij een ongeluk met een Airbus A310 van Kenia Airlines voor de kust van Ivoorkust overleeft slechts een tiental van de 179 inzittenden de ramp.
- Lindsay Davenport wint de Australian Open. In de finale verslaat de Amerikaanse tennisster in Melbourne de Zwitserse titelverdedigster Martina Hingis: 6-1 en 7-5.
- Op het Wereldkampioenschap veldrijden in Sint-Michielsgestel zorgt de Belgische kampioen Sven Nys voor een anticlimax. Hij offert zijn kansen op voor zijn Nederlandse merkgenoot Richard Groenendaal, die de titel overneemt van Mario De Clercq.
- In Zagreb behalen de Zweedse handballers voor de derde keer de Europese titel door in de finale Rusland met 32-31 te verslaan.

### 31 januari
- In Roemenië vindt een cyanideramp plaats bij Baia Mare. Door een ongeluk in een goudmijn kwam via een zijrivier cyanide vrij in de Tisza, die voor een catastrofale ecologische ramp zorgde.
- België gaat in beroep tegen de uitspraak van een Britse rechtbank die geen inzage geeft in het medisch dossier van de Chileense ex-dictator Augusto Pinochet. België wil de terugkeer van Pinochet naar Chili verhinderen.
- Een rechtbank in Preston veroordeelt de huisarts Harold Shipman (54) 15 keer tot levenslange hechtenis voor de moord op 15 van zijn patiënten. Het Britse gerecht vermoedt dat Shipman in totaal 150 patiënten heeft omgebracht in een periode van 30 jaar.
- Een toestel van Alaska Airlines stort neer in zee wanneer het wegens een technisch defect een noodlanding probeert te maken op de luchthaven van Los Angeles. De 88 inzittenden komen om het leven.

## Overleden
<< · januari · februari · maart · april · mei · juni · juli · augustus · september · oktober · november · december · >>